# Co Stout
Jacobus (Co) Stout (Amsterdam, 7 september 1948) is een voormalig profvoetballer van De Volewijckers, Telstar, FC Amsterdam en Volendam.
Stout begon bij De Volewijckers waar hij in 1967 in het eerste team kwam en speelde van 1971 tot en met 1977 voor Telstar. In die periode trof de aanvaller 41 keer doel voor Telstar in de eredivisie. In 1977 vertrok Stout naar FC Amsterdam om vervolgens zijn loopbaan te beëindigen na het seizoen 1980/81 bij FC Volendam in de eerste divisie.

## Carrièrestatistieken
| Seizoen         | Club            | Land            | Competitie      | Competitie | Competitie | Beker | Beker | Internationaal | Internationaal | Overig | Overig | Totaal | Totaal |
| Seizoen         | Club            | Land            | Competitie      | Wed.       | Dlp.       | Wed.  | Dlp.  | Wed.           | Dlp.           | Wed.   | Dlp.   | Wed.   | Dlp.   |
| --------------- | --------------- | --------------- | --------------- | ---------- | ---------- | ----- | ----- | -------------- | -------------- | ------ | ------ | ------ | ------ |
| 1967/68         | De Volewijckers | Nederland       | Eerste divisie  | –          | 10         | –     | 1     | 0              | 0              | 0      | 0      | –      | 11     |
| 1968/69         | De Volewijckers | Nederland       | Eerste divisie  | –          | 10         | –     | 0     | 0              | 0              | 1      | 0      | –      | 10     |
| 1969/70         | De Volewijckers | Nederland       | Eerste divisie  | –          | 3          | –     | 0     | 0              | 0              | 0      | 0      | –      | 3      |
| 1970/71         | De Volewijckers | Nederland       | Tweede divisie  | –          | 11         | 1     | 1     | 0              | 0              | 0      | 0      | –      | 12     |
| 1971/72         | Telstar         | Nederland       | Eredivisie      | –          | 3          | 1     | 0     | 0              | 0              | 0      | 0      | –      | 3      |
| 1972/73         | Telstar         | Nederland       | Eredivisie      | –          | 5          | –     | 0     | 0              | 0              | 0      | 0      | –      | 5      |
| 1973/74         | Telstar         | Nederland       | Eredivisie      | –          | 3          | –     | 0     | 0              | 0              | 0      | 0      | –      | 3      |
| 1974/75         | Telstar         | Nederland       | Eredivisie      | –          | 9          | –     | 0     | 0              | 0              | 0      | 0      | –      | 9      |
| 1975/76         | Telstar         | Nederland       | Eredivisie      | –          | 10         | 2     | 3     | –              | 1              | 0      | 0      | –      | 14     |
| 1976/77         | Telstar         | Nederland       | Eredivisie      | –          | 11         | –     | 0     | 0              | 0              | 0      | 0      | –      | 11     |
| 1977/78         | FC Amsterdam    | Nederland       | Eredivisie      | –          | 14         | –     | 0     | –              | 3              | 0      | 0      | –      | 17     |
| 1978/79         | FC Amsterdam    | Nederland       | Eerste divisie  | –          | 8          | –     | 0     | 0              | 0              | 0      | 0      | –      | 8      |
| 1979/80         | FC Amsterdam    | Nederland       | Eerste divisie  | –          | 9          | 3     | 4     | 0              | 0              | 0      | 0      | –      | 13     |
| 1980/81         | FC Volendam     | Nederland       | Eerste divisie  | –          | 12         | 2     | 1     | 0              | 0              | 0      | 0      | –      | 13     |
| Carrière totaal | Carrière totaal | Carrière totaal | Carrière totaal | –          | 118        | –     | 10    | –              | 4              | 1      | 0      | –      | 132    |

## Erelijst
De Volewijckers
| Nationaal      |    |         |
| Tweede divisie | 1x | 1970/71 |